# Tir aux Jeux olympiques d'été de 2024 - Carabine à 10 m air comprimé mixte
Navigation
Tokyo 2020 Los Angeles 2028
L'épreuve mixte de carabine à 10 mètres air comprimé des Jeux olympiques d'été de 2024 se déroule le 27 juillet 2024 au Centre national de tir sportif à Châteauroux, en France, à environ 260 km au sud de Paris.

## Records
Avant cette compétition, les records dans cette discipline étaient les suivants : 

## Programme
| Date              | Horaire | Manche  |
| ----------------- | ------- | ------- |
| Samedi 27 juillet | 10 h 30 | Finales |

## Médaillés
| Or                                  | Argent                                       | Bronze                                          |
| Chine 1- Huang Yuting - Sheng Lihao | Corée du Sud 1 - Keum Ji-hyeon - Park Ha-jun | Kazakhstan - Alexandra Le - Islam Satpayev (es) |

## Résultats détaillés

### Qualification
Les 2 meilleures paires de tireurs se qualifient pour la finale pour la médaille d'or (FA) ; les deux suivantes pour celle pour la médaille de bronze (FB).
| Rang | Athlètes               | Pays            | Séries | Séries | Séries | Total | Notes |
| Rang | Athlètes               | Pays            | 1      | 2      | 3      | Total | Notes |
| ---- | ---------------------- | --------------- | ------ | ------ | ------ | ----- | ----- |
| 1    | Huang Yuting           | Chine 1         | 105.9  | 105.0  | 106.1  | 632.2 | FA    |
| 1    | Sheng Lihao            | Chine 1         | 104.6  | 105.0  | 105.6  | 632.2 | FA    |
| 2    | Keum Ji-hyeon          | Corée du Sud 1  | 105.7  | 106.0  | 104.5  | 631.4 | FA    |
| 2    | Park Ha-jun            | Corée du Sud 1  | 105.4  | 104.2  | 105.6  | 631.4 | FA    |
| 3    | Alexandra Le           | Kazakhstan 1    | 104.4  | 105.0  | 103.7  | 630.8 | FB    |
| 3    | Islam Satpayev (es)    | Kazakhstan 1    | 105.4  | 105.7  | 106.6  | 630.8 | FB    |
| 4    | Anna Janßen            | Allemagne       | 105.7  | 105.0  | 106.2  | 629.7 | FB    |
| 4    | Maximilian Ulbrich     | Allemagne       | 103.5  | 104.4  | 104.9  | 629.7 | FB    |
| 5    | Jeanette Hegg Duestad  | Norvège 1       | 103.2  | 106.1  | 106.1  | 629.6 |       |
| 5    | Jon-Hermann Hegg       | Norvège 1       | 106.1  | 103.8  | 104.3  | 629.6 |       |
| 6    | Ramita Jindal          | Inde 2          | 104.6  | 104.4  | 105.5  | 628.7 |       |
| 6    | Arjun Babuta           | Inde 2          | 104.1  | 106.2  | 103.9  | 628.7 |       |
| 7    | Goretti Zumaya         | Mexique         | 104.1  | 104.8  | 105.2  | 628.6 |       |
| 7    | Edson Ramírez          | Mexique         | 104.4  | 105.1  | 105.0  | 628.6 |       |
| 8    | Han Jiayu              | Chine 2         | 106.0  | 104.3  | 104.1  | 628.5 |       |
| 8    | Du Linshu              | Chine 2         | 105.9  | 102.7  | 105.5  | 628.5 |       |
| 9    | Manon Herbulot         | France 2        | 105.9  | 105.3  | 104.2  | 627.4 |       |
| 9    | Romain Aufrère         | France 2        | 104.9  | 104.0  | 103.1  | 627.4 |       |
| 10   | Aneta Stankiewicz      | Pologne 1       | 103.8  | 104.8  | 105.5  | 626.9 |       |
| 10   | Tomasz Bartnik         | Pologne 1       | 105.2  | 103.4  | 104.2  | 626.9 |       |
| 11   | Mai Magdy Elsayed      | Égypte 1        | 105.5  | 103.4  | 103.6  | 626.3 |       |
| 11   | Mohamed Abdelkader     | Égypte 1        | 104.2  | 104.3  | 105.3  | 626.3 |       |
| 12   | Elavenil Valarivan     | Inde 1          | 103.4  | 104.7  | 104.5  | 626.3 |       |
| 12   | Sandeep Singh          | Inde 1          | 104.1  | 105.3  | 104.3  | 626.3 |       |
| 13   | Mary Tucker            | États-Unis 2    | 103.4  | 104.4  | 105.0  | 626.0 |       |
| 13   | Rylan Kissell          | États-Unis 2    | 105.4  | 104.9  | 102.9  | 626.0 |       |
| 14   | Océanne Muller         | France 1        | 103.1  | 102.9  | 107.0  | 625.8 |       |
| 14   | Lucas Kryzs            | France 1        | 105.7  | 102.7  | 104.4  | 625.8 |       |
| 15   | Nadine Ungerank        | Autriche 1      | 103.8  | 104.2  | 104.3  | 625.5 |       |
| 15   | Martin Strempfl        | Autriche 1      | 103.9  | 105.0  | 104.3  | 625.5 |       |
| 16   | Oyuunbatyn Yesügen     | Mongolie        | 105.4  | 103.8  | 104.9  | 625.4 |       |
| 16   | Nyantain Bayaraa       | Mongolie        | 102.8  | 104.6  | 103.9  | 625.4 |       |
| 17   | Barbara Gambaro        | Italie          | 104.3  | 105.2  | 103.8  | 625.4 |       |
| 17   | Danilo Sollazzo        | Italie          | 103.7  | 104.2  | 104.2  | 625.4 |       |
| 18   | Sagen Maddalena        | États-Unis 1    | 103.5  | 106.0  | 105.1  | 624.9 |       |
| 18   | Ivan Roe               | États-Unis 1    | 103.5  | 103.3  | 103.5  | 624.9 |       |
| 19   | Fernanda Russo         | Argentine       | 104.2  | 103.7  | 103.0  | 624.8 |       |
| 19   | Marcelo Gutiérrez      | Argentine       | 104.4  | 104.8  | 104.7  | 624.8 |       |
| 20   | Eszter Mészáros        | Hongrie         | 103.6  | 103.6  | 103.2  | 624.7 |       |
| 20   | István Péni            | Hongrie         | 105.1  | 104.4  | 104.8  | 624.7 |       |
| 21   | Synnøve Berg           | Norvège 2       | 105.2  | 104.2  | 105.3  | 623.8 |       |
| 21   | Ole Martin Halvorsen   | Norvège 2       | 102.1  | 103.4  | 103.6  | 623.8 |       |
| 22   | Ban Hyo-jin            | Corée du Sud 2  | 103.9  | 105.3  | 104.4  | 623.7 |       |
| 22   | Choe Dae-han           | Corée du Sud 2  | 102.6  | 104.0  | 103.5  | 623.7 |       |
| 23   | Julia Piotrowska       | Pologne 2       | 102.9  | 104.6  | 103.9  | 623.7 |       |
| 23   | Maciej Kowalewicz      | Pologne 2       | 104.6  | 104.9  | 102.8  | 623.7 |       |
| 24   | Veronika Blažíčková    | Tchéquie        | 103.4  | 104.9  | 102.9  | 623.6 |       |
| 24   | Jiří Přívratský        | Tchéquie        | 103.8  | 104.4  | 104.2  | 623.6 |       |
| 25   | Misaki Nobata          | Japon           | 104.5  | 104.2  | 103.0  | 623.6 |       |
| 25   | Naoya Okada            | Japon           | 104.8  | 103.7  | 103.4  | 623.6 |       |
| 26   | Seonaid McIntosh       | Grande-Bretagne | 103.5  | 104.7  | 104.5  | 622.1 |       |
| 26   | Michael Bargeron       | Grande-Bretagne | 102.7  | 103.5  | 103.2  | 622.1 |       |
| 27   | Arina Altukhova        | Kazakhstan 2    | 103.8  | 104.9  | 102.6  | 621.3 |       |
| 27   | Konstantin Malinovskiy | Kazakhstan 2    | 104.2  | 103.2  | 102.6  | 621.3 |       |
| 28   | Remas Khalil           | Égypte 2        | 104.3  | 103.1  | 103.9  | 620.6 |       |
| 28   | Ibrahim Korayiem       | Égypte 2        | 102.7  | 103.3  | 103.3  | 620.6 |       |

### Finales
| Rang                               | Athlètes                     | Pays           | Total |
| ---------------------------------- | ---------------------------- | -------------- | ----- |
| Médaille d'or, Jeux olympiques     | Huang Yuting et Sheng Lihao  | Chine 1        | 16    |
| Médaille d'argent, Jeux olympiques | Keum Ji-hyeon et Park Ha-jun | Corée du Sud 1 | 12    |

| Rang                                | Athlètes                            | Pays         | Total |
| ----------------------------------- | ----------------------------------- | ------------ | ----- |
| Médaille de bronze, Jeux olympiques | Alexandra Le et Islam Satpayev (es) | Kazakhstan 1 | 17    |
| 4                                   | Anna Janßen et Maximilian Ulbrich   | Allemagne    | 5     |